# Norlla Amiri
Noraollah Amiri, detto Norlla (Malmö, 23 agosto 1991), è un ex calciatore afghano con cittadinanza svedese, di ruolo centrocampista.

## Carriera

### Club
Ha giocato nelle serie minori del campionato svedese.

### Nazionale
Nel 2019 ha esordito in nazionale.

## Statistiche

### Cronologia presenze e reti in nazionale
| Cronologia completa delle presenze e delle reti in nazionale ― Afghanistan | Cronologia completa delle presenze e delle reti in nazionale ― Afghanistan | Cronologia completa delle presenze e delle reti in nazionale ― Afghanistan | Cronologia completa delle presenze e delle reti in nazionale ― Afghanistan | Cronologia completa delle presenze e delle reti in nazionale ― Afghanistan | Cronologia completa delle presenze e delle reti in nazionale ― Afghanistan | Cronologia completa delle presenze e delle reti in nazionale ― Afghanistan | Cronologia completa delle presenze e delle reti in nazionale ― Afghanistan |
| Data                                                                       | Città                                                                      | In casa                                                                    | Risultato                                                                  | Ospiti                                                                     | Competizione                                                               | Reti                                                                       | Note                                                                       |
| -------------------------------------------------------------------------- | -------------------------------------------------------------------------- | -------------------------------------------------------------------------- | -------------------------------------------------------------------------- | -------------------------------------------------------------------------- | -------------------------------------------------------------------------- | -------------------------------------------------------------------------- | -------------------------------------------------------------------------- |
| 10-9-2019                                                                  | Dušanbe                                                                    | Afghanistan                                                                | 1 – 0                                                                      | Bangladesh                                                                 | Qual. Mondiali 2022                                                        | -                                                                          | 90’                                                                        |
| 10-10-2019                                                                 | Mascate                                                                    | Oman                                                                       | 3 – 0                                                                      | Afghanistan                                                                | Qual. Mondiali 2022                                                        | -                                                                          | 57’                                                                        |
| 14-11-2019                                                                 | Dušanbe                                                                    | Afghanistan                                                                | 1 – 1                                                                      | India                                                                      | Qual. Mondiali 2022                                                        | -                                                                          | 62’                                                                        |
| 19-11-2019                                                                 | Dušanbe                                                                    | Afghanistan                                                                | 0 – 1                                                                      | Qatar                                                                      | Qual. Mondiali 2022                                                        | -                                                                          | 67’                                                                        |
| 15-6-2021                                                                  | Doha                                                                       | India                                                                      | 1 – 1                                                                      | Afghanistan                                                                | Qual. Mondiali 2022                                                        | -                                                                          | 86’                                                                        |
| Totale                                                                     |                                                                            | Presenze                                                                   | 5                                                                          |                                                                            | Reti                                                                       | 0                                                                          |                                                                            |